# Castelnau-d’Estrétefonds

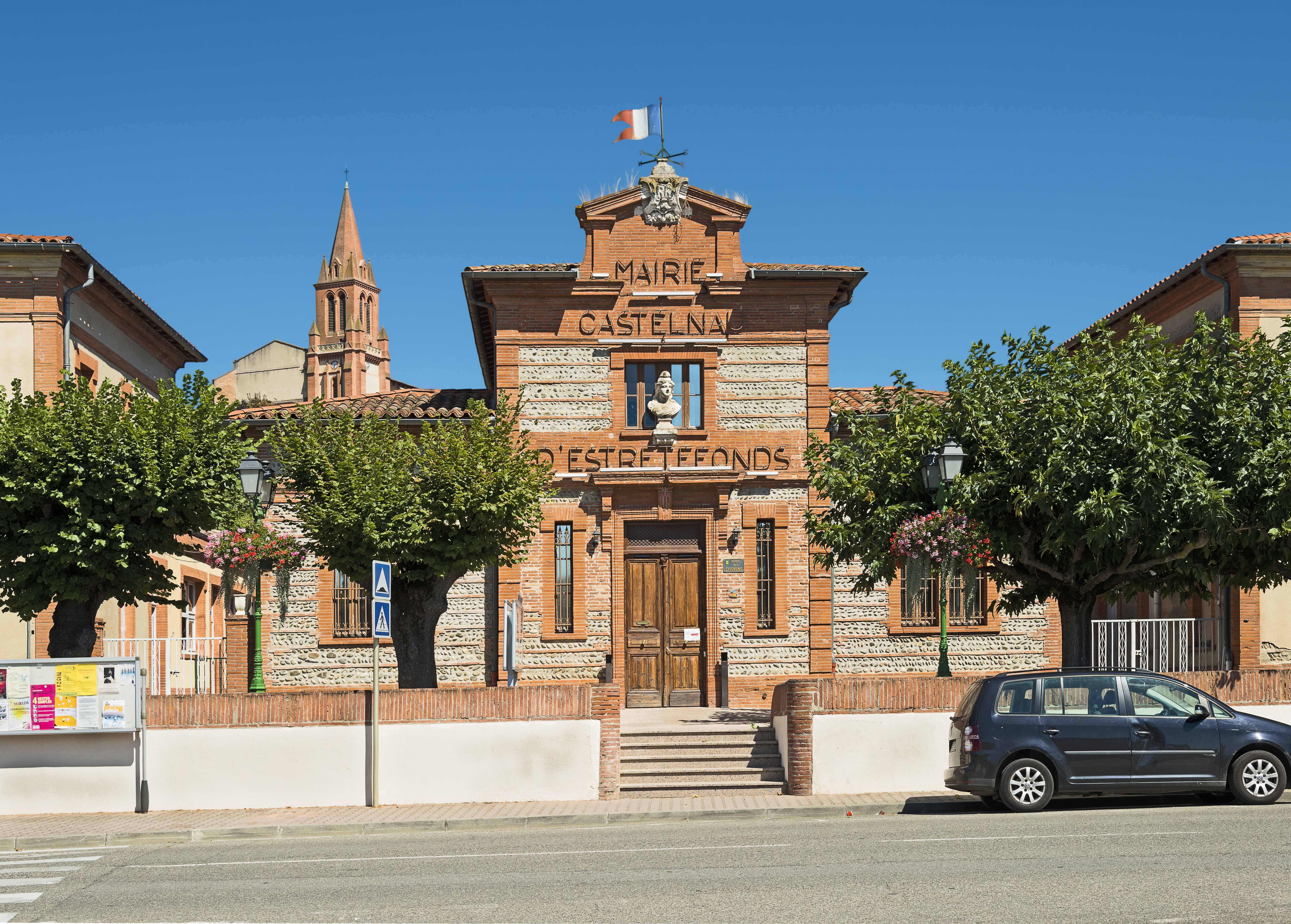
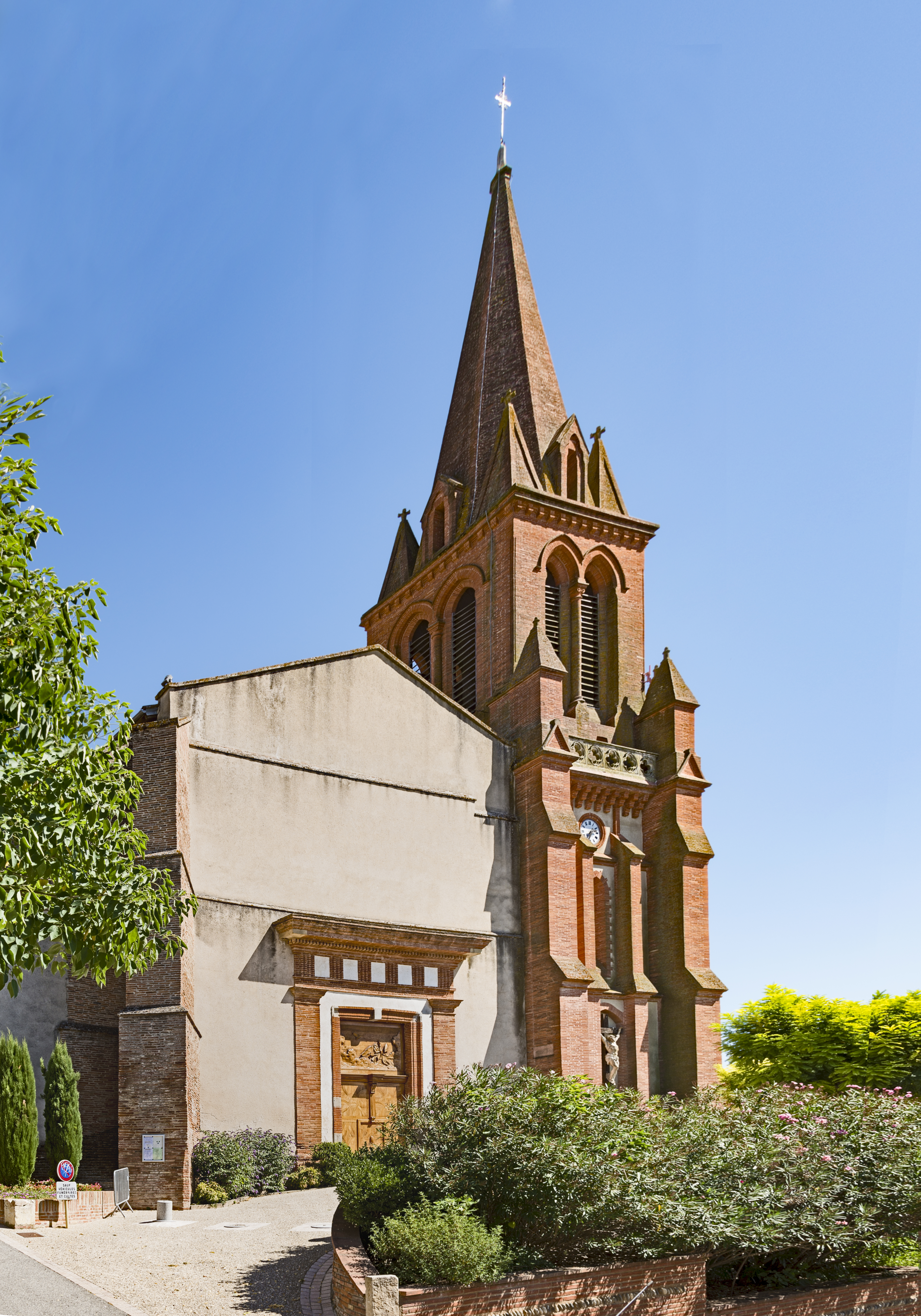
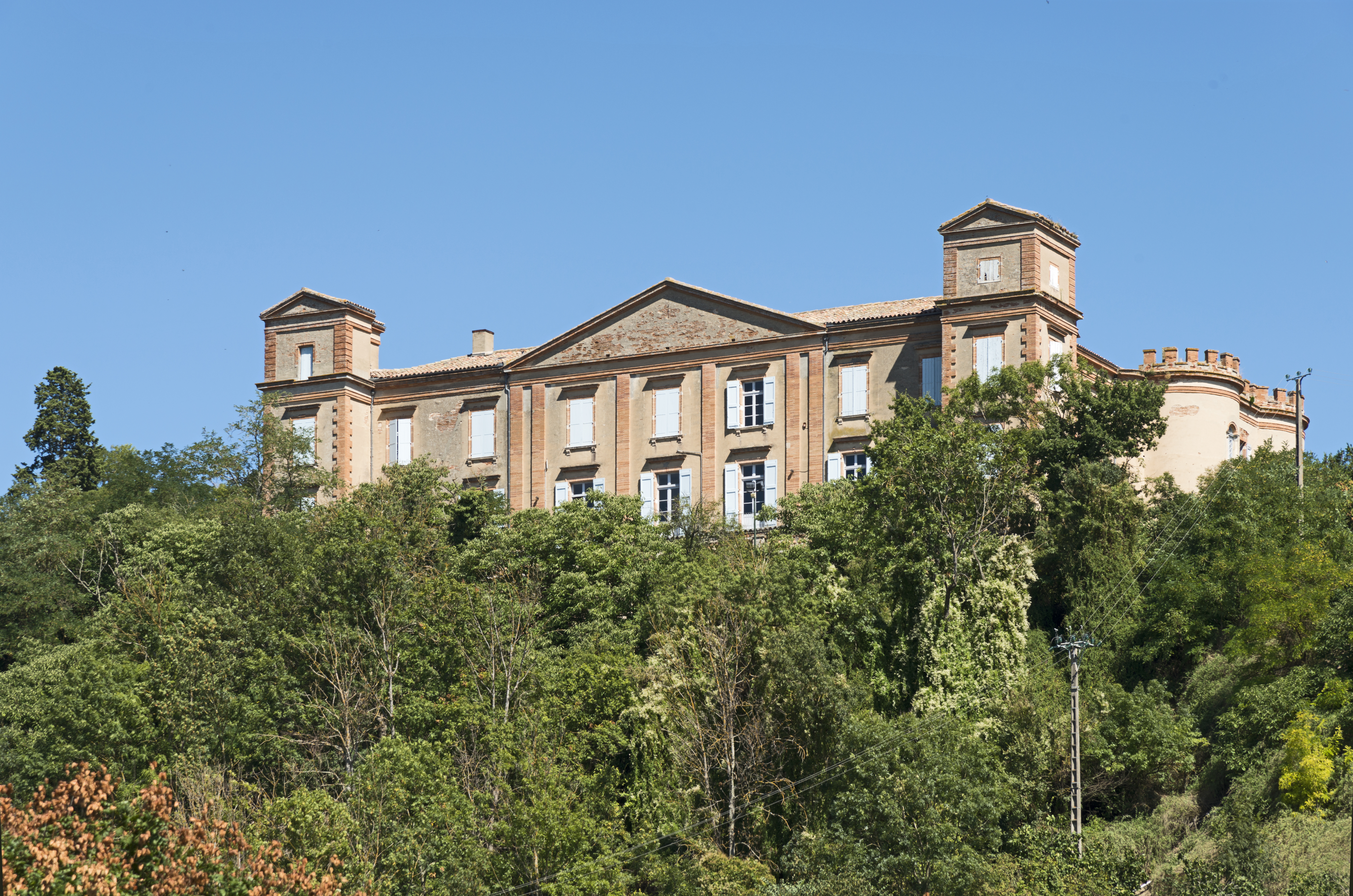

Castelnau-d’Estrétefonds – miejscowość i gmina we Francji, w regionie Oksytania, w departamencie Górna Garonna.
Według danych na rok 1990 gminę zamieszkiwało 2518 osób, a gęstość zaludnienia wynosiła 89 osób/km² (wśród 3020 gmin regionu Midi-Pireneje Castelnau-d’Estrétefonds plasuje się na 137. miejscu pod względem liczby ludności, natomiast pod względem powierzchni na miejscu 335.).